# Фотиново (Пазарджицька область)
Фо́тиново (болг. Фотиново) — село в Пазарджицькій області Болгарії. Входить до складу общини Батак.

## Населення
За даними перепису населення 2011 року у селі проживали 704 особи.
Національний склад населення села:
| Національність   | Кількість осіб | Відсоток |
| ---------------- | -------------- | -------- |
| турки            | 506            | 73,0%    |
| болгари          | 187            | 27,0%    |
| цигани           | 0              | 0%       |
| інша             | 0              | 0%       |
| не визначились   | 0              | 0%       |
| Всього відповіли | 693            |          |

Розподіл населення за віком у 2011 році:
Динаміка населення: